# Bernadówka
Bernadówka (ukr. Бернадівка, Bernadiwka) – wieś na Ukrainie w rejonie tarnopolskim należącym do obwodu tarnopolskiego.
W latach 1958–90 Łoszczynówka (Лощинівка).
Do 2020 w rejonie trembowelskim.